# Cylindromyia interrupta
Cylindromyia interrupta là một loài ruồi trong họ Tachinidae.